# フィウミチーノ空港
フィウミチーノ空港（フィウミチーノくうこう、伊: Aeroporto di Fiumicino、英: Fiumicino Airport）は、イタリアの首都ローマの南西（市内より約30キロ）のフィウミチーノ市にある国際空港。イタリア最大の空港である。 別称のレオナルド・ダ・ヴィンチ国際空港（伊: Aeroporto internazionale Leonardo da Vinci、英: Leonardo da Vinci International Airport）は、イタリアの博学者・レオナルド・ダ・ヴィンチにちなんで名付けられた。

## 概要
ローマ郊外のフィウミチーノ市に位置し、イタリア 最大の 国際空港 である。主要国営航空会社ITAエアウェイズの本社。ルネッサンス期の芸術家で、イタリアが誇る芸術家でもあるレオナルド・ダ・ヴィンチにちなんで命名された。
ヨーロッパの航空自由化後、フィウミチーノ空港は、ブエリング航空、ウィズエア、ライアンエアーといったヨーロッパの重要な格安航空会社のハブ空港にもなった。
イタリアの首都を代表する空港であることから、各国の首脳がイタリアとバチカンに訪問する際の玄関口ともなる。例として、2017年3月に日本の安倍晋三首相がイタリアを訪問した際には、日本国政府専用機がフィウミチーノ空港に発着した。
また、イタリアの首相や大統領、ローマ教皇が、政府専用機やアリタリアのチャーター機で諸外国を訪れるときにも使用される。

## 歴史
「奇跡の経済」と呼ばれた、第二次世界大戦後のイタリアの高度経済成長を受けた民間航空の増大に対応すべく、これまで使用されてきたチャンピーノ空港に代わる新たなローマの国際空港として、1956年から1961年にかけて建設された。
なお、その後もチャンピーノ空港も国内線や近距離国際線、ビジネスジェットや政府専用機などを中心に継続して使用されている。
その後の、1960年代のダグラスDC-8やボーイング707などの大型ジェット機の増加や、アジアや北アメリカ、南アメリカからの乗り入れ便数の増加。さらに、1990年代に行われたヨーロッパ圏内の航空規制緩和を受けた格安航空会社の乗り入れ増加に伴い、繰り返し拡張しており、現在は4つの旅客ターミナルと貨物施設が運用されている。
また、ローマ市内との間を結ぶ空港連絡鉄道や、フィレンツェやボローニャ、ミラノなどとの間を結ぶ高速鉄道の駅も作られ、ローマのみならずイタリアの交通の要所として運営されている。
1985年12月には、アブ・ニダルが組織する「ANO」によって起こされた「ローマ空港・ウィーン空港同時テロ事件」の舞台となり、16人が死亡、99人が負傷した。

## ターミナル
旅客ターミナルとして、
- ターミナル1
- ターミナル2
- ターミナル3
- ターミナル5

の4つのターミナルがある。

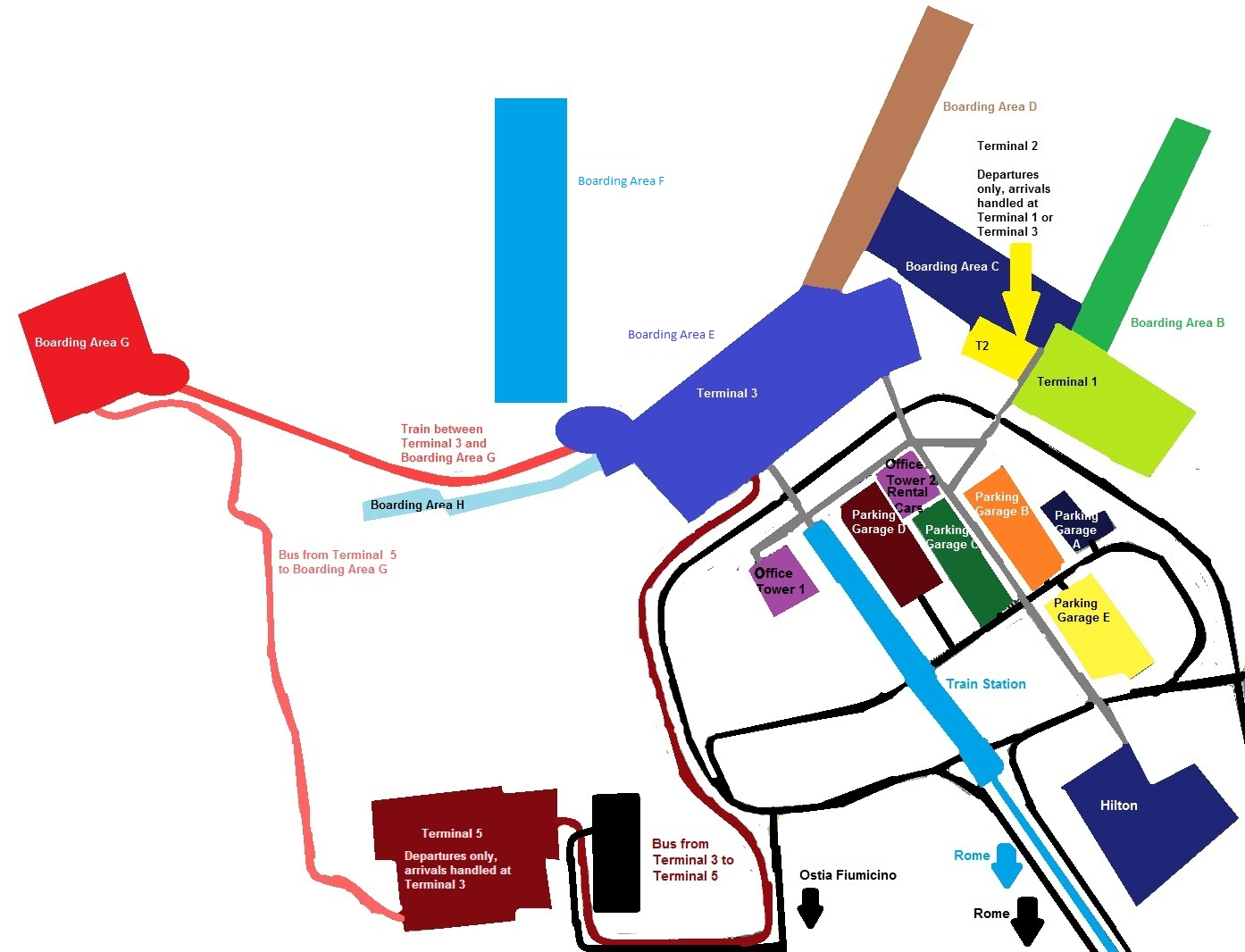
概要図

ターミナル3とその西側にあるサテライトC（ゲートE）(旧ゲートG)との間は、新交通システム「スカイブリッジ」によって連絡している。
ターミナルとは別で、エリアB〜Eの4つの区分がある。
国内線・シェンゲン協定加盟国内線
- エリアB
- エリアC
- エリアD

シェンゲン協定加盟国外線
- エリアE(旧エリアE・F・G)

## 就航路線

フィウミチーノ空港からフライトがある国一覧（季節運航便のみや就航予定の国も含む)（2014年)

### 定期旅客便
|                                                          | | ターミナル |
| -------------------------------------------------------- | --- | ---------- |
|                                                          | | 1, 3       |
| ITAエアウェイズ                                          | 国内線: ボローニャ、フィレンツェ、ジェノヴァ、ミラノ/リナーテ、ミラノ/マルペンサ、ナポリ、トリエステ、トリノ、ヴェネツィア、ヴェローナ 中欧: ベルリン/テーゲル、フランクフルト、ジュネーヴ、ミュンヘン、ウィーン、チューリッヒ 西欧: ロンドン/シティ、モンペリエ、ニース 南欧: ポドゴリツァ、スコピエ アフリカ: オラン 南米: リオデジャネイロ、サンパウロ、ブエノスアイレス 北米:ニューヨーク/JFK、ボストン、マイアミ、ロサンゼルス/LAX、トロント | 1, 3       |
| ITAエアウェイズ                                          | ナポリ、ペルージャ、ペスカーラ、ピサ | 1          |
| ITAエアウェイズ                                          | アンコーナ | 1          |
| エール・コルシカ                                         | 季節運航: アジャクシオ、バスティア | 1          |
| エア・ヨーロッパ                                         | マドリード | 1          |
| エールフランス                                           | パリ/シャルル・ド・ゴール | 1          |
| エア・セルビア                                           | ベオグラード | 1          |
| アルバスター                                             | 季節運航: ルルド（2015年6月22日就航予定） | 1          |
| エティハド・リージョナル                                 | ボルツァーノ（2015年6月18日運休予定）、ジュネーヴ | 1          |
| オップ!                                                  | ボルドー、リヨン、ストラスブール | 1          |
| KLMオランダ航空                                          | アムステルダム | 1          |
| ルクスエア                                               | ルクセンブルク | 1          |
| ブルーエア                                               | バカウ、ブカレスト | 2          |
| イージージェット                                         | 国内線: ミラノ/リナーテ（2015年10月24日運休予定）、ミラノ/マルペンサ イギリス: ブリストル、ロンドン/ガトウィック、ロンドン/ルートン フランス: バーゼル/ミュールーズ、リヨン、マルセイユ、ナント、ニース、パリ/オルリー、トゥールーズ スペイン: アリカンテ、テネリフェ・スール 西欧: アムステルダム、 中欧: ベルリン/シェーネフェルト、ジュネーヴ、ハンブルク、ミュンヘン、プラハ、ウィーン 北欧: コペンハーゲン 西アジア: テルアビブ/ベン・グリオン 季節運航: ギリシャ: コルフ島、イラクリオン、コス島（2015年6月28日就航予定）、ミコノス島、ロドス島、サントリーニ島、ザキントス島（2015年6月27日就航予定） スペイン: イビサ島、メノルカ、パルマ・デ・マヨルカ、サンティアゴ・デ・コンポステーラ その他南欧: ドゥブロヴニク、マルタ、スプリト | 2          |
| イージージェット・スイス                                 | ジュネーヴ | 2          |
| ウィズエアー                                             | ブダペスト、カトヴィツェ、プラハ、ソフィア、ティミショアラ、ヴィリニュス、ワルシャワ/ショパン 季節運航: グダニスク | 2          |
| ブルーパノラマ航空                                       | カンクン、ハバナ、ラ・ロマーナ、サンティアーゴ・デ・クーバ、メリダ | 3          |
| ブルーエキスプレス 運航は ブルーパノラマ航空             | ベルガモ、モスクワ/ドモジェドヴォ、レッジョ・ディ・カラブリア、ティラナ 季節運航: イラクリオン、イビサ島、ランペドゥーザ島、ミコノス島、パンテッレリーア島、プレヴェザ、ロドス島、サントリーニ島、スキアトス島、ザキントス島 | 3          |
| メリディアナ                                             | フエルテベントゥラ、ラ・ロマーナ、マレ、モーリシャス、モンバサ、オルビア、 シャルム・エル・シェイク、テネリフェ・スール、ザンジバル 季節運航: グラン・カナリア、イラクリオン、メノルカ、ミコノス島、サントリーニ島 | 3          |
| ネオス                                                   | ボア・ヴィスタ島、カンクン、マレ、モンバサ、ノシ・ベ、サル島、ザンジバル 季節運航: イラクリオン | 3          |
| エーゲ航空                                               | アテネ 季節運航: コルフ島（2015年6月23日就航予定）、イラクリオン（2015年6月28日就航予定） | 3          |
| エアリンガス                                             | ダブリン | 3          |
| アエロフロート・ロシア航空                               | モスクワ/シェレメーチエヴォ(運休中) | 3          |
| アエロフロート・ロシア航空 運航は ロシア航空             | サンクトペテルブルク(運休中) | 3          |
| アルゼンチン航空                                         | ブエノスアイレス/エセイサ | 3          |
| アフリキヤ航空                                           | トリポリ（運休中） | 3          |
| アルジェリア航空                                         | アルジェ | 3          |
| エア・バルティック                                       | リガ | 3          |
| エア・カナダ                                             | トロント | 3          |
| エア・カナダ・ルージュ                                   | モントリオール/トルドー | 3          |
| 中国国際航空                                             | 北京/首都 | 3          |
| エア・クロアチア                                         | ザグレブ | 3          |
| エア・インディア                                         | デリー | 3          |
| マルタ航空                                               | マルタ | 3          |
| モルドバ航空                                             | キシナウ | 3          |
| エア・トランザット                                       | 季節運航: モントリオール/トルドー、トロント | 3          |
| アシアナ航空                                             | ソウル/仁川（2015年6月30日就航予定） | 3          |
| オーストリア航空                                         | ウィーン | 3          |
| アゼルバイジャン航空                                     | バクー | 3          |
| ベラヴィア                                               | ミンスク | 3          |
| ブリティッシュ・エアウェイズ                             | ロンドン/ガトウィック、ロンドン/ヒースロー | 3          |
| ブリュッセル航空                                         | ブリュッセル | 3          |
| ブルガリア航空                                           | ソフィア | 3          |
| カルパトエア                                             | ルブリン | 3          |
| キャセイパシフィック航空                                 | 香港 | 3          |
| チャイナエアライン                                       | デリー、台北/桃園（デリー経由） | 3          |
| 中国東方航空                                             | 上海/浦東、温州 | 3          |
| クロアチア航空                                           | ドゥブロヴニク、スプリト、ザグレブ | 3          |
| チェコ航空                                               | プラハ | 3          |
| エジプト航空                                             | カイロ | 3          |
| エミレーツ航空                                           | ドバイ | 3          |
| エチオピア航空 1                                         | アディスアベバ、アトランタ、シカゴ、ワシントン/IAD、ニューヨーク/EWR、トロント | 3          |
| エティハド航空                                           | アブダビ | 3          |
| ユーロウイングス                                         | デュッセルドルフ（2015年10月25日就航予定） | 3          |
| フィンエアー                                             | ヘルシンキ | 3          |
| ジャーマンウイングス                                     | ベルリン/テーゲル、ケルン/ボン、デュッセルドルフ（2015年10月24日運休予定）、ハノーファー、シュトゥットガルト | 3          |
| 海南航空                                                 | 西安、重慶/江北 | 3          |
| イベリア航空                                             | マドリード | 3          |
| イラン航空                                               | テヘラン/エマーム・ホメイニー | 3          |
| Jet2.com                                                 | グラスゴー、マンチェスター 季節運航: ベルファスト、リーズ/ブラッドフォード、ニューカッスル | 3          |
| 大韓航空                                                 | ソウル/仁川 | 3          |
| クウェート航空                                           | クウェート、パリ/シャルル・ド・ゴール | 3          |
| ルフトハンザドイツ航空                                   | フランクフルト、ミュンヘン | 3          |
| ミドルイースト航空                                       | ベイルート | 3          |
| モンテネグロ航空                                         | ポドゴリツァ | 3          |
| ノルウェー・エアシャトル                                 | コペンハーゲン、ヘルシンキ、ロンドン/ガトウィック、オスロ/ガーデモエン, ストックホルム/アーランダ 季節運航: ベルゲン、ヨーテボリ | 3          |
| カタール航空                                             | ドーハ | 3          |
| ロイヤル・エア・モロッコ                                 | カサブランカ | 3          |
| ロイヤル・ヨルダン航空                                   | アンマン | 3          |
| ライアンエアー                                           | バルセロナ、バーリ、ブリンディジ、ブリュッセル、カターニア、コーミゾ、ラメーツィア・テルメ、マルセイユ、パレルモ、セビリア | 3          |
| サウディア                                               | ジッダ、リヤド | 3          |
| スカンジナビア航空                                       | コペンハーゲン、ストックホルム/アーランダ 季節運航: オスロ/ガーデモエン | 3          |
| シンガポール航空                                         | シンガポール | 3          |
| スマートウィングズ 運航は トラベルサービス・エアラインズ | プラハ | 3          |
| サン・エクスプレス                                       | 季節運航: イズミール | 3          |
| スイス インターナショナル エアラインズ                   | ジュネーヴ、チューリッヒ | 3          |
| TAP ポルトガル航空                                       | リスボン | 3          |
| TAP ポルトガル航空 運航は ポルトガリア航空               | ポルト | 3          |
| タロム航空                                               | ブカレスト、ヤシ | 3          |
| タイ国際航空                                             | バンコク/スワンナプーム | 3          |
| トランサヴィア                                           | ロッテルダム | 3          |
| チュニスエア                                             | チュニス | 3          |
| ターキッシュ エアラインズ                                | イスタンブール/アタテュルク、イスタンブール/サビハ・ギョクチェン | 3          |
| ウクライナ国際航空                                       | キエフ/ボルィースピリ | 3          |
| ウラル航空                                               | エカテリンブルク | 3          |
| ウズベキスタン航空                                       | タシュケント | 3          |
| ブエリング航空                                           | 国内線: ジェノヴァ、パレルモ、トリノ スペイン: アリカンテ、バルセロナ、ビルバオ、カターニア、グラン・カナリア、マラガ、サンティアゴ・デ・コンポステーラ、セビリア、バレンシア フランス: リヨン、マルセイユ、ナント、ニース、パリ/オルリー、レンヌ 南欧: アテネ 西欧: アムステルダム、ブリュッセル、ロンドン/ガトウィック 中欧: ベルリン/テーゲル、ブダペスト、ミュンヘン、プラハ、シュトゥットガルト、ウィーン アフリカ: マラケシュ 季節運航: 国内線: ランペドゥーザ島（2015年6月20日就航予定） スペイン: ランサローテ島（2015年10月31日就航予定）、メノルカ、パルマ・デ・マヨルカ、テネリフェ・スール ギリシャ: ケファロニア島（2015年6月21日就航予定）、コルフ島、イラクリオン、イビサ島、カルパトス島（2015年6月24日就航予定）、コス島（2015年6月20日就航予定）、リムノス島（2015年6月23日就航予定）、ミコノス島、ミティリーニ（2015年6月25日就航予定）、プレヴェザ、ロドス島、サントリーニ島、ザキントス島 その他南欧: ドゥブロヴニク、マルタ、プーラ（2015年6月20日就航予定）、、スプリト、ザダル 北欧: レイキャヴィーク（2015年6月20日就航予定） 西アジア: ラルナカ（2015年6月19日就航予定） | 3          |
| WOWエア                                                  | 季節運航: レイキャヴィーク（2015年6月26日就航予定） | 3          |
| イエメニア                                               | サヌア（運休中） | 3          |
| アメリカン航空                                           | 季節運航: シカゴ、ニューヨーク/ジョン・F・ケネディ | 5          |
| デルタ航空                                               | アトランタ、ニューヨーク/ジョン・F・ケネディ 季節運航: デトロイト | 5          |
| エル・アル航空                                           | テルアビブ/ベン・グリオン | 5          |
| イズレール航空                                           | テルアビブ/ベン・グリオン | 5          |
| ペガサス航空                                             | イスタンブール/サビハ・ギョクチェン | 5          |
| ユナイテッド航空                                         | 季節運航: シカゴ、ニューヨーク/ニューアーク、ワシントンD.C. | 5          |
| USエアウェイズ 運航は アメリカン航空                     | フィラデルフィア 季節運航: シャーロット | 5          |
| アラスカ航空                                             | シアトル(2026年5月より就航予定) | 未定       |

### チャーター便
| 航空会社                                 | 目的地 |
| ---------------------------------------- | --- |
| i                                        | 夏期季節運航: フルガダ、コス島、マルサ・アラム、モスタル、ミコノス島、サントリーニ島、シャノン、シャルム・エル・シェイク 冬期季節運航: ドバイ、ラ・ロマーナ、マレ、モーリシャス、モンバサ、ポワンタピートル、ザンジバル |
| ブルーパノラマ航空                       | 夏期季節運航: マルサ・マトルーフ |
| ミストラル航空                           | 夏期季節運航: エンフィダ、ルルド、モスタル、シャルム・エル・シェイク |
| メリディアナ                             | 夏期季節運航: マルサ・アラム、シャルム・エル・シェイク |
| ネオス                                   | 夏期季節運航: マルサ・マトルーフ、テルアビブ/ベン・グリオン |
| スモールプラネット・イタリア航空         | ルルド 夏期季節運航: フエルテベントゥラ、イラクリオン、マルサ・アラム、メノルカ、シャノン、シャルム・エル・シェイク |
| アルキア・イスラエル航空                 | 夏期季節運航: テルアビブ/ベン・グリオン |
| ヨーロッパ・エアポスト                   | オーステンデ、パリ/オルリー、タンジェ |
| 日本航空                                 | 夏期季節運航: 東京/羽田 |
| マルメ航空                               | ビルン、オーデンセ |
| サンドール国際航空 運航は エル・アル航空 | 夏期季節運航: テルアビブ/ベン・グリオン |
| チュニスエア                             | 夏期季節運航: ジェルバ、モナスティル、タバルカ |
| ターキッシュ エアラインズ                | 夏期季節運航: イズミール |
| ウクライナ国際航空                       | 夏期季節運航: リヴィウ |

## 空港アクセス

### 鉄道

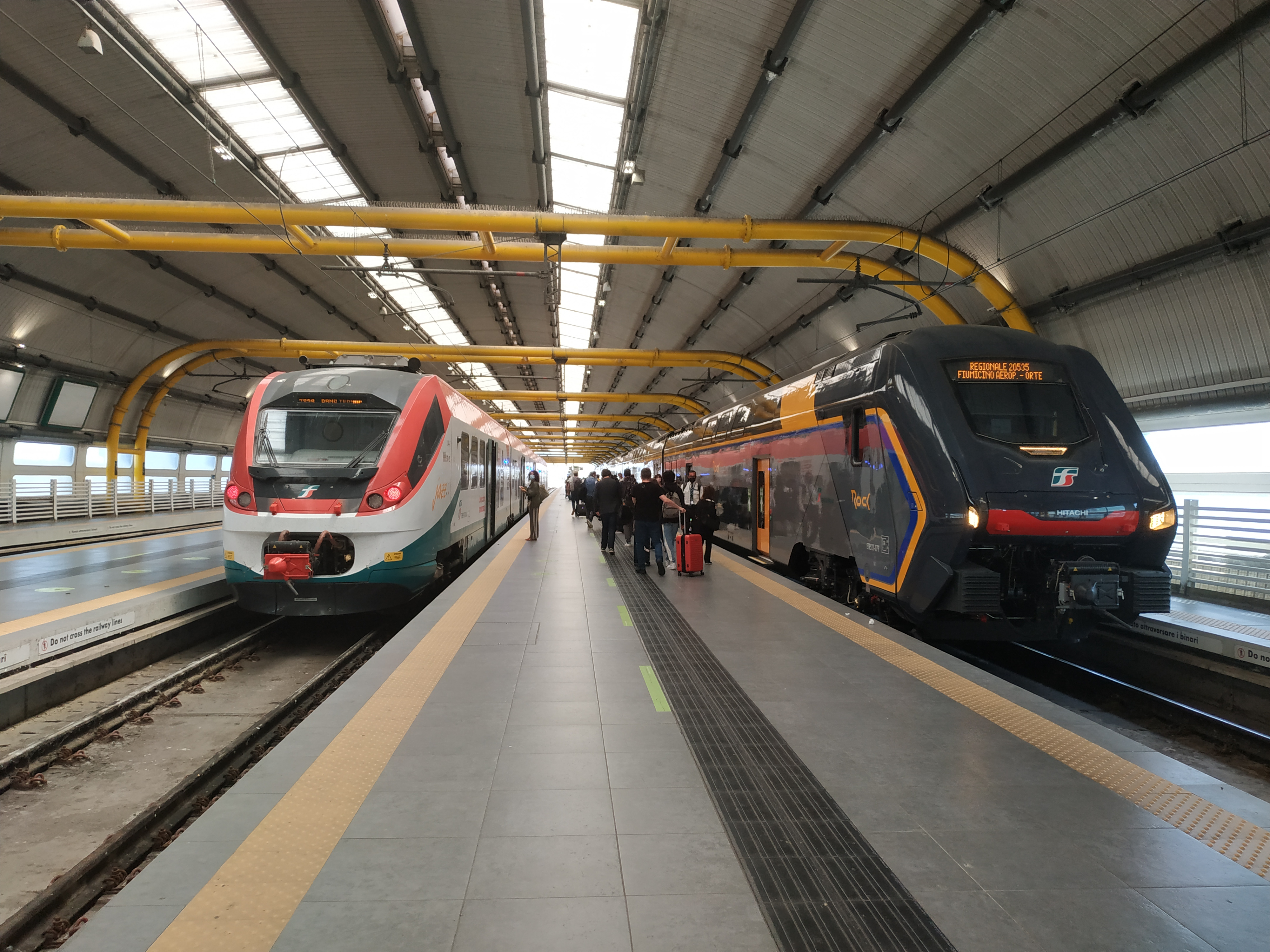
フィウミチーノ空港駅に停車中のレオナルド・エクスプレス（左）、ローマ近郊鉄道FL1線（右）

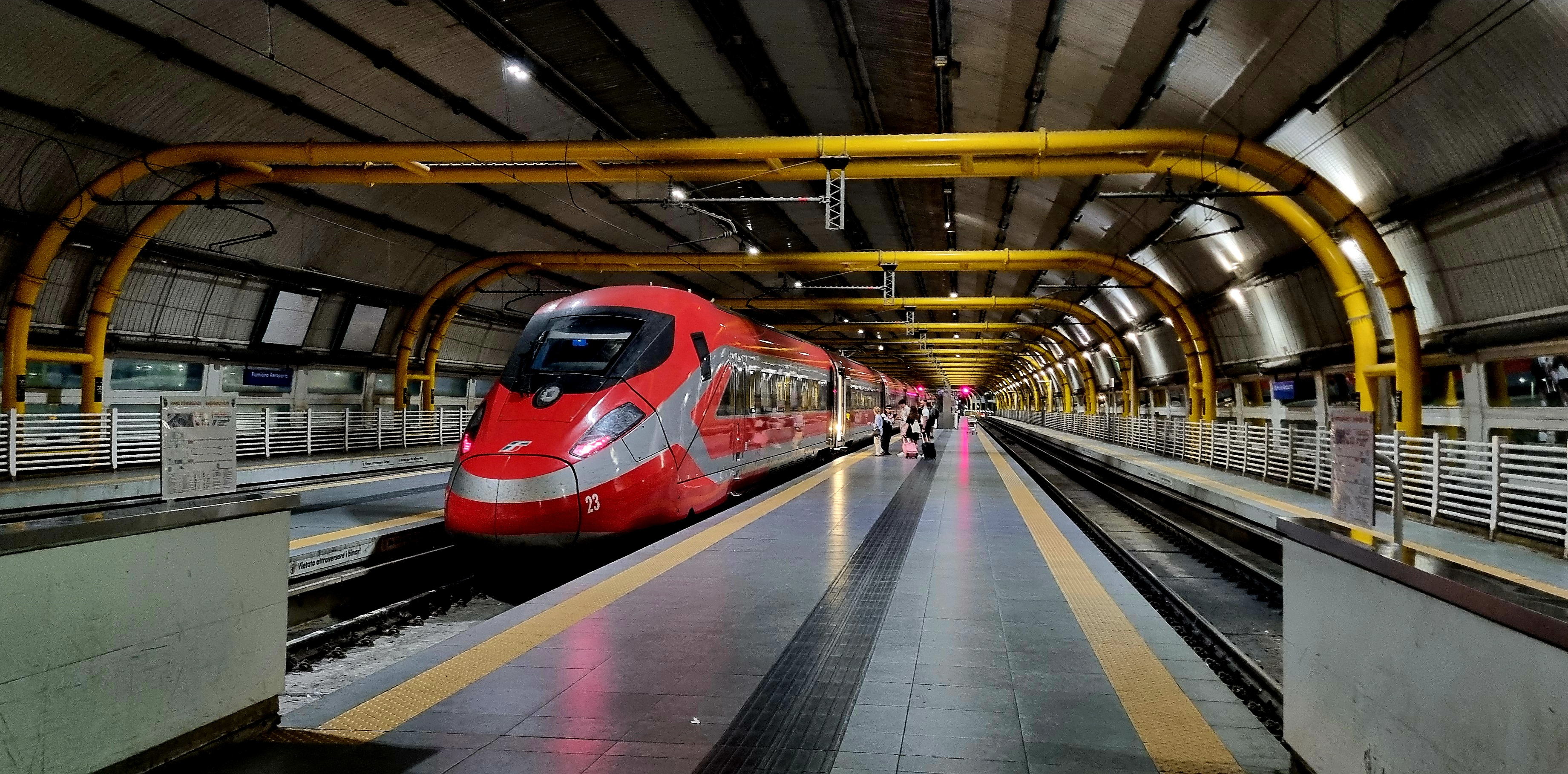
フィウミチーノ空港駅に停車するイタリア国鉄ETR400電車

フィウミチーノ空港駅には、トレニタリア (Trenitalia)の列車が乗り入れており、ローマ近郊鉄道や高速鉄道“Frecciarossa”などが発着する。
高速鉄道 フレッチャロッサ
フィレンツェ、ボローニャ経由 ヴェネツィア・サンタ・ルチア駅行きの列車が1日2本運行されている。所要時間はボローニャまで3時間、ヴェネツィアまで4時間30分である。
レオナルド・エクスプレス
ローマ・テルミニ駅までノンストップで走る直通特急列車が30分毎に運行されている。所要時間は32分。
2014年冬ダイヤでは始発6時23分、最終発23時23分である。
ローマ近郊鉄道FL1線
ローマ市の分散ターミナルであるローマ・オスティエンセ駅やローマ・ティブルティーナ駅を経由してファーラ・イン・サビーナ方面を結ぶ列車が、平日は15分毎（休日は30分毎）に運行されている。ローマ地下鉄B線との乗換駅であるローマ・オスティエンセ駅までの所要時間は31分、ローマ地下鉄A線との乗換駅であるローマ・トゥスコラーナ駅までは40分である。
2014年冬ダイヤでは始発5時57分、最終発23時27分である。

### バス
近郊鉄道料金よりわずかに安い料金設定であり、深夜時間帯に運行される便もある。主な路線は次の通り（運行頻度と料金は2015年春現在）。
COTRALバス
行き先はローマ・テルミニ駅経由ローマ・ティブルティーナ駅（2時間毎程度, 5ユーロ）、地下鉄エウル・マリアーナ駅（1時間毎, 2.80ユーロ）、地下鉄コルネーリア（1〜2時間毎, 3.40ユーロ）等のローマ市内や、オスティア（1時間毎, 1.10ユーロ）に向かうバスを運行している
TERRAVISION バス
行き先はローマ・テルミニ駅（30分毎, ネット価格4ユーロ/現金6ユーロ, 所要時間55分）
SIT バス
行き先はローマ・テルミニ駅（30分毎, 6ユーロ, 所要時間55分）
T.A.M. バス
行き先はローマ・オスティエンセ駅経由ローマ・テルミニ駅（30分毎, 5ユーロ, 所要時間1時間15分）

### タクシー／レンタカー
主要目的地への料金は2015年現在次のとおりである（ROME CITY COUNCIL RESOLUTION N.161 20/05/2012による）。
ローマ旧市街全域（アウレリアヌス城壁の内側） 48ユーロ
ローマ・オスティエンセ駅 45ユーロ
ローマ・ティブルティーナ駅 55ユーロ
チャンピーノ空港 50ユーロ
エイビスやハーツ、ユーロップカーなどのレンタカー会社の窓口が、国内線および国際線の到着ホールにある。

## 宿泊施設
旅客ターミナルと連絡通路で直結した「ヒルトン・ローマ・エアポート」がある他、空港周辺にも「ジョリー・ホテル・レオナルド・ダヴィンチ」や「コートヤード・バイ・マリオット・ローマ・エアポート」など複数のホテルがある。